# Anigozanthos onycis
Anigozanthos onycis är en enhjärtbladig växtart som beskrevs av Alexander Segger George. Anigozanthos onycis ingår i släktet Anigozanthos och familjen Haemodoraceae. Inga underarter finns listade.